# André Savard (hockey sur glace)
Pour les articles homonymes, voir Savard.
André Savard (né le 2 septembre 1953 à Témiscaming au Québec au Canada) est un joueur de centre québécois professionnel de hockey sur glace

## Carrière
De 1969 à 1973, il joue pour les Remparts de Québec aux côtés de Guy Lafleur. Il remporte la coupe Memorial avec ce dernier en 1971. Avec 12 points en un match, il détient le record dans la Ligue de hockey junior majeur du Québec.
Il est repêché au premier tour du repêchage amateur de la Ligue nationale de hockey en 1973, sixième joueur au total, par les Bruins de Boston mais également lors du repêchage amateur de l'Association mondiale de hockey, à la troisième place, par les Nordiques de Québec
Il choisit les Bruins et joue par la suite pour les Sabres de Buffalo et les Nordiques de Québec dans la Ligue nationale de hockey (LNH).
Savard est été entraîneur chef des Nordiques de Québec et directeur général des Canadiens de Montréal. Après avoir été congédié, il est remplacé par Bob Gainey. Le 3 juillet 2006, André Savard devient entraîneur adjoint des Penguins de Pittsburgh aux côtés de Michel Therrien mais ils sont tous les deux remerciés le 15 février 2009, en raison de résultats décevants. Savard devient ensuite recruteur professionnel pour les Penguins puis pour les Devils du New Jersey.
Le 28 octobre 2016, son numéro 12 est retiré par les Remparts de Québec.

## Statistiques
| Saison     | Équipe                 | Ligue      |     | Saison régulière | Saison régulière | Saison régulière | Saison régulière | Saison régulière |    | Séries éliminatoires | Séries éliminatoires | Séries éliminatoires | Séries éliminatoires | Séries éliminatoires |
| Saison     | Équipe                 | Ligue      | PJ  | B                | A                | Pts              | Pun              | PJ               | B  | A                    | Pts                  | Pun                  |                      |                      |
| 1969-1970  | Remparts de Québec     | LHJMQ      | 56  | 23               | 60               | 83               | 126              |                  |    |                      |                      |                      |                      |                      |
| 1970-1971  | Remparts de Québec     | LHJMQ      | 61  | 50               | 89               | 139              | 150              | 14               | 9  | 17                   | 26                   | 56                   |                      |                      |
| 1971-1972  | Remparts de Québec     | LHJMQ      | 33  | 32               | 46               | 78               | 103              |                  |    |                      |                      |                      |                      |                      |
| 1972-1973  | Remparts de Québec     | LHJMQ      | 56  | 67               | 84               | 151              | 147              |                  |    |                      |                      |                      |                      |                      |
| 1973-1974  | Bruins de Boston       | LNH        | 72  | 16               | 14               | 30               | 39               | 16               | 3  | 2                    | 5                    | 24                   |                      |                      |
| 1974-1975  | Bruins de Boston       | LNH        | 77  | 19               | 25               | 44               | 45               | 3                | 1  | 1                    | 2                    | 2                    |                      |                      |
| 1975-1976  | Bruins de Boston       | LNH        | 79  | 17               | 23               | 40               | 60               | 12               | 1  | 4                    | 5                    | 9                    |                      |                      |
| 1976-1977  | Sabres de Buffalo      | LNH        | 80  | 25               | 35               | 60               | 30               | 6                | 0  | 1                    | 1                    | 2                    |                      |                      |
| 1977-1978  | Sabres de Buffalo      | LNH        | 80  | 19               | 20               | 39               | 40               | 6                | 0  | 0                    | 0                    | 4                    |                      |                      |
| 1978-1979  | Sabres de Buffalo      | LNH        | 65  | 18               | 22               | 40               | 20               | 3                | 0  | 2                    | 2                    | 2                    |                      |                      |
| 1979-1980  | Americans de Rochester | LAH        | 25  | 11               | 17               | 28               | 4                | --               | -- | --                   | --                   | --                   |                      |                      |
| 1979-1980  | Sabres de Buffalo      | LNH        | 33  | 3                | 10               | 13               | 16               | 8                | 1  | 1                    | 2                    | 2                    |                      |                      |
| 1980-1981  | Sabres de Buffalo      | LNH        | 79  | 31               | 43               | 74               | 63               | 8                | 4  | 2                    | 6                    | 17                   |                      |                      |
| 1981-1982  | Sabres de Buffalo      | LNH        | 62  | 18               | 20               | 38               | 24               | 4                | 0  | 1                    | 1                    | 5                    |                      |                      |
| 1982-1983  | Sabres de Buffalo      | LNH        | 68  | 16               | 25               | 41               | 28               | 10               | 0  | 4                    | 4                    | 8                    |                      |                      |
| 1983-1984  | Nordiques de Québec    | LNH        | 60  | 20               | 24               | 44               | 38               | 9                | 3  | 0                    | 3                    | 2                    |                      |                      |
| 1984-1985  | Nordiques de Québec    | LNH        | 35  | 9                | 10               | 19               | 8                | --               | -- | --                   | --                   | --                   |                      |                      |
| Totaux LNH | Totaux LNH             | Totaux LNH | 790 | 211              | 271              | 482              | 411              | 85               | 13 | 18                   | 31                   | 77                   |                      |                      |